# Neil Young
Neil Percival Young (n. 12 noiembrie 1945) este un cântăreț și compozitor canadian. El a fost inclus în 1995 în Rock and Roll Hall of Fame ca artist solo, iar în 1997 ca membru al formației Buffalo Springfield.
Neil Young a rămas de-a lungul anilor fidel muzicii folk și country-rock, însa a explorat și alte teritorii: de la rock și blues până la muzica electronică.
Rămâne inconfundabil pentru vocea nazală, sunetul puternic al chitarei electrice și texte personale, pline de substanță.

## Biografie

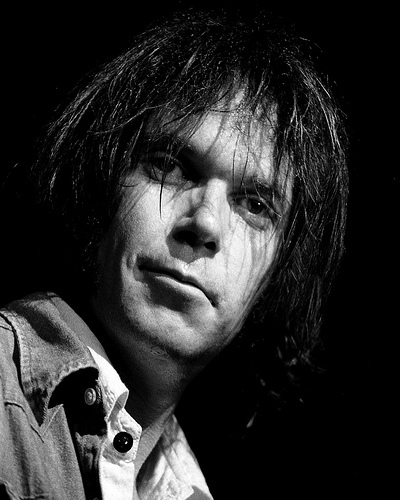
Neil Young în 1976

Începe să cânte folk, întreprinzând un turneu de-a lungul Canadei.
În 1966, la Los Angeles, formează cu Steve Stills formația Buffalo Springfield, desființată doi ani mai târziu fără a atinge succesul comercial.
În 1968, Young realizează primul său album. Pentru cel de al doilea, Young apelează la formația The Rockets, deveniți apoi Crazy Horse: Danny Whitten (chitară), Billy Talbot (chitară bas), Ralph Molina (tobe). În această formulă este realizată una dintre cele mai izbutite fuziuni de folk și rock.
În 1970 Young se alătură grupului Crosby Stills and Nash, fără a se contopi însă cu această formație. Neil își continua cariera solistică, înregistrând împreună cu Crazy Horse și cu tânărul pianist Nils Lofgren albumul After the Gold Rush(1970), iar cu participarea Orchestrei London Symphony albumul Harvest (1972).
Albumul Journey Through the Past (1973) a servit drept coloană sonoră pentru filmul cu același nume. După aceasta Young, cu ajutorul celor de la Crazy Horse, înregistrează trei albume în mai puțin de 18 luni.
Anii '80 s-au dovedit a fi pentru Young o perioadă dificilă atât din punct de vedere personal cât și profesional.

## Discografie

### Buffalo Springfield
| An   | Detalii Album |
| ---- | --- |
| 1966 | Buffalo Springfield - Data Apariției: Decembrie 1966 - Casa de producție: Atco - Format:                          |
| 1967 | Buffalo Springfield Again - Data Apariției: Noiembrie 18, 1967 - Casa de producție: Atco - Format:                |
| 1968 | Last Time Around - Data Apariției: Iulie 18, 1968 - Casa de producție: Atco - Format:                             |
| 1969 | The Best of … Retrospective (compilation) - Data Apariției: Martie 1969 - Casa de producție: Atco - Format:       |
| 1973 | Buffalo Springfield (Collection) (compilation) - Data Apariției: 1973 - Casa de producție: WEA - Format:          |
| 2001 | Buffalo Springfield (box set) (compilation) - Data Apariției: Iulie 17, 2001 - Casa de producție: Rhino - Format: |

### Crosby, Stills, Nash & Young
- Albume

| An   | Detalii Album                                                                               | Pozițiile în topuri | Pozițiile în topuri | Pozițiile în topuri |
| An   | Detalii Album                                                                               | US                  | AUS                 | UK                  |
| ---- | ------------------------------------------------------------------------------------------- | ------------------- | ------------------- | ------------------- |
| 1970 | Déjà Vu - Data Apariției: Martie 11, 1970 - Casa de producție: Atlantic - Format:           | 1                   | —                   | 5                   |
| 1971 | 4 Way Street - Data Apariției: Aprilie 7, 1971 - Casa de producție: Atlantic - Format:      | 1                   | —                   | 5                   |
| 1974 | So Far (compilation) - Data Apariției: 19 august 1974 - Casa de producție: - Format:        | 1                   | —                   | 25                  |
| 1988 | American Dream - Data Apariției: Noiembrie 3, 1988 - Casa de producție: Atlantic - Format:  | 16                  | 47                  | —                   |
| 1999 | Looking Forward - Data Apariției: Octombrie 26, 1999 - Casa de producție: Reprise - Format: | 26                  | —                   | 54                  |
| 2008 | Déjà Vu Live - Data Apariției: Iulie 22, 2008 - Casa de producție: Reprise/WEA - Format:    | 153                 | —                   | —                   |

- Single-uri

| An   | Single                        | Poziția în top-uri | Poziția în top-uri | Poziția în top-uri | Poziția în top-uri | Poziția în top-uri | Album           |
| An   | Single                        | US                 | US AC              | US Main            | US Country         | UK                 | Album           |
| ---- | ----------------------------- | ------------------ | ------------------ | ------------------ | ------------------ | ------------------ | --------------- |
| 1970 | "Woodstock"                   | 11                 | —                  | —                  | —                  | —                  | Déjà Vu         |
| 1970 | "Teach Your Children"         | 16                 | —                  | —                  | —                  | —                  | Déjà Vu         |
| 1970 | "Ohio"                        | 14                 | —                  | —                  | —                  | —                  | 4 Way Street    |
| 1970 | "Our House"                   | 30                 | —                  | —                  | —                  | —                  | Déjà Vu         |
| 1988 | "American Dream"              | —                  | —                  | 4                  | —                  | 55                 | American Dream  |
| 1988 | "Night Time for the Generals" | —                  | —                  | 39                 | —                  | —                  | American Dream  |
| 1989 | "Got It Made"                 | 69                 | 11                 | 1                  | —                  | —                  | American Dream  |
| 1989 | "This Old House"              | —                  | —                  | —                  | 92                 | —                  | American Dream  |
| 1989 | "That Girl"                   | —                  | —                  | 25                 | —                  | —                  | American Dream  |
| 1999 | "No Tears Left"               | —                  | —                  | 34                 | —                  | —                  | Looking Forward |

### Lucrări Solo
- Albume solo

| An   | Detalii Album                                                                                | Poziția în top-uri | Poziția în top-uri | Poziția în top-uri | Poziția în top-uri | Poziția în top-uri | Poziția în top-uri |
| An   | Detalii Album                                                                                | CAN                | AUS                | NZ                 | US                 | UK                 | SWE                |
| ---- | -------------------------------------------------------------------------------------------- | ------------------ | ------------------ | ------------------ | ------------------ | ------------------ | ------------------ |
| 1968 | Neil Young - Data Apariției: Noiembrie 12, 1968 - Label: Reprise - Format:                   | —                  | —                  | —                  | —                  | —                  | —                  |
| 1969 | Everybody Knows This Is Nowhere[A] - Data Apariției: Mai 14, 1969 - Label: Reprise - Format: | —                  | —                  | —                  | 34                 | —                  | —                  |
| 1970 | After the Gold Rush - Data Apariției: 31 august 1970 - Label: Reprise - Format:              | —                  | —                  | —                  | 8                  | 7                  | —                  |
| 1972 | Harvest - Data Apariției: Februarie 14, 1972 - Label: Reprise - Format:                      | —                  | —                  | 48                 | 1                  | 1                  | —                  |
| 1973 | Time Fades Away - Data Apariției: Octombrie 15, 1973 - Label: Warner Bros. - Format:         | —                  | —                  | —                  | 22                 | 20                 | —                  |
| 1974 | On the Beach - Data Apariției: Iulie 19, 1974 - Label: Warner Bros. - Format:                | —                  | —                  | —                  | 16                 | 42                 | —                  |
| 1975 | Tonight's the Night - Data Apariției: Iunie 20, 1975 - Label: Reprise - Format:              | —                  | —                  | —                  | 25                 | 48                 | —                  |
| 1975 | Zuma[A] - Data Apariției: Noiembrie 10, 1975 - Label: Reprise - Format:                      | —                  | —                  | 35                 | 25                 | 44                 | —                  |
| 1977 | American Stars 'N Bars - Data Apariției: Mai 27, 1977 - Label: Warner Bros. - Format:        | —                  | —                  | 35                 | 21                 | 17                 | 16                 |
| 1978 | Comes a Time - Data Apariției: Octombrie 21, 1978 - Label: Reprise - Format:                 | —                  | —                  | 6                  | 7                  | 42                 | —                  |
| 1979 | Rust Never Sleeps[A] - Data Apariției: Iunie 22, 1979 - Label: Reprise - Format:             | —                  | —                  | 7                  | 8                  | 13                 | 9                  |
| 1980 | Hawks & Doves - Data Apariției: Octombrie 29, 1980 - Label: Warner Bros. - Format:           | —                  | —                  | 4                  | 30                 | 34                 | 22                 |
| 1981 | Re-ac-tor[A] - Data Apariției: Octombrie 28, 1981 - Label: Warner Bros. - Format:            | —                  | —                  | 4                  | 27                 | 69                 | 32                 |
| 1982 | Trans - Data Apariției: Decembrie 29, 1982 - Label: Geffen - Format:                         | —                  | —                  | 8                  | 19                 | 29                 | 6                  |
| 1983 | Everybody's Rockin'[B] - Data Apariției: Iulie 27, 1983 - Label: Geffen - Format:            | —                  | —                  | 21                 | 46                 | 50                 | 15                 |
| 1985 | Old Ways[C] - Data Apariției: 12 august 1985 - Label: Geffen - Format:                       | —                  | —                  | 29                 | 75                 | 39                 | 13                 |
| 1986 | Landing on Water - Data Apariției: Iulie 21, 1986 - Label: Geffen - Format:                  | —                  | —                  | —                  | 46                 | 52                 | 15                 |
| 1987 | Life[A] - Data Apariției: Iunie 30, 1987 - Label: Geffen - Format:                           | —                  | —                  | —                  | 75                 | 71                 | 9                  |
| 1988 | This Note's for You[D] - Data Apariției: Aprilie 12, 1988 - Label: Reprise - Format:         | —                  | 45                 | 36                 | 61                 | 56                 | 22                 |
| 1989 | Eldorado[E] - Data Apariției: Aprilie 21, 1989 - Label: Warner Bros. - Format:               | —                  | —                  | —                  | —                  | —                  | —                  |
| 1989 | Freedom - Data Apariției: Octombrie 2, 1989 - Label: Reprise - Format:                       | —                  | —                  | —                  | 35                 | 17                 | 21                 |
| 1990 | Ragged Glory[A] - Data Apariției: Septembrie 9, 1990 - Label: Reprise - Format:              | —                  | —                  | 22                 | 31                 | 15                 | 25                 |
| 1992 | Harvest Moon - Data Apariției: Noiembrie 2, 1992 - Label: Reprise - Format:                  | —                  | 40                 | 7                  | 16                 | 9                  | 13                 |
| 1994 | Sleeps with Angels[A] - Data Apariției: 6 august 1994 - Label: Reprise - Format:             | —                  | 23                 | 17                 | 9                  | 2                  | 2                  |
| 1995 | Mirror Ball[F] - Data Apariției: 7 august 1995 - Label: Warner Bros. - Format:               | —                  | 4                  | 10                 | 5                  | 4                  | 3                  |
| 1996 | Broken Arrow[A] - Data Apariției: Iulie 2, 1996 - Label: Reprise - Format:                   | —                  | 43                 | —                  | 31                 | 17                 | 14                 |
| 2000 | Silver & Gold - Data Apariției: Aprilie 25, 2000 - Label: Reprise - Format:                  | —                  | 30                 | 49                 | 22                 | 10                 | 9                  |
| 2002 | Are You Passionate?[G] - Data Apariției: Aprilie 9, 2002 - Label: Reprise - Format:          | —                  | 41                 | 25                 | 10                 | 24                 | 4                  |
| 2003 | Greendale[A] - Data Apariției: 19 august 2003 - Label: Reprise - Format:                     | —                  | 48                 | 41                 | 22                 | 24                 | 5                  |
| 2005 | Prairie Wind - Data Apariției: Septembrie 27, 2005 - Label: Reprise - Format:                | 3                  | —                  | 29                 | 11                 | 22                 | 3                  |
| 2006 | Living with War - Data Apariției: Mai 2, 2006 - Label: Reprise - Format:                     | 7                  | 41                 | 31                 | 15                 | 14                 | 11                 |
| 2006 | Living with War: In the Beginning - Data Apariției: Decembrie 19, 2006 - Label: - Format:    | —                  | —                  | —                  | —                  | —                  | —                  |
| 2007 | Chrome Dreams II - Data Apariției: Octombrie 16, 2007 - Label: Reprise - Format:             | 8                  | 38                 | —                  | 11                 | 14                 | 13                 |
| 2009 | Fork in the Road - Data Apariției: Aprilie 7, 2009 - Label: Reprise - Format:                | 15                 | 37                 | 28                 | 19                 | 22                 | 11                 |

A cu Crazy Horse
Bcu Shocking Pinks
COld Ways
Dcu Bluenotes
Ecu Restless
Ffeat. Pearl Jam
Gfeat. Booker T. & the M.G.'s
- Coloane sonore

| 1972 | Journey Through the Past - Data apariției: Noiembrie 7, 1972 - Label: - Format: - Note: documentar al carierei lui Young | 45 | — |
| 1980 | Where the Buffalo Roam' - Data apariției: Martie 1, 1980 - Label: - Format: - Note:                                      | —  | — |
| 1994 | Philadelphia - Data apariției: Ianuarie 4, 1994 - Label: - Format: - Notes:                                              | 12 | — |
| 1996 | Dead Man - Data apariției: Februarie 27, 1996 - Label: - Format: - Notes:                                                | —  | — |